# Бенінське царство
Бенінське царство (самоназва — Едо; йоруба Ilẹ̀ Ọba Benin) — доколоніальна держава XIV—XIX століть, що існувала на території сучасної Нігерії.

## Розташування
Столиця Бенінського королівства — Бенін-Сіті, який знаходиться в пониззі Нігера, близько в 300 км на схід від Лагосу. На піку своєї могутності імперія простягалася від Нігера на сході й до Атлантичного узбережжя (Бенінська затока) на заході. На півночі межувала з королівством Ойо і простягалася приблизно до річки Бенуе.

## Історія
Засновниками династії були вихідці з Іфе. Першими європейськими партнерами правителів Беніну були португальці, які встановили контакт з обою (правителем) Беніну в 1486 р.. У XIII—XV століттях держава досягла найбільшого розквіту, проте пізніше внаслідок міжусобних воєн занепала. Царство було остаточно підкорене англійською військовою експедицією в 1897 році. Територію королівства було включено до складу британського протекторату Південна Нігерія (з 1914 року — до колонії Нігерія, нині — Нігерія).

### Правителі
Правителі Бенінського царства носили титул оба, започаткував який Евек I.

## Мистецтво та архітектура

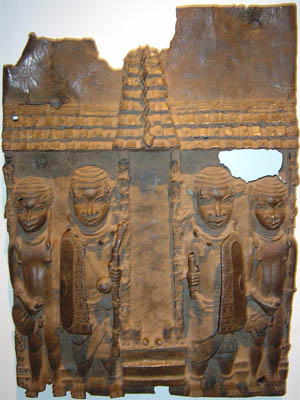
Латунна пластина XVI століття із зображенням входу до Палацу Оби Бенінського царства

Найбільшого розквіту мистецтво Бенінського царства досягло в XV—XVII ст. (статуетки з латуні з зображенням людей і тварин). Пізніше були поширені рельєфні латунні пластини для оздоблення палаців, художні вироби зі слонової кістки.
Жителі Бенінського царства були й залишаються надзвичайно вправними ремісниками. Нині мистецтво Беніну всесвітньо відоме і дуже різноманітне. Основу Бенінського мистецтва складає бронзове лиття та механічна обробка дерева і слонової кістки.